# Chira flavescens
Chira flavescens là một loài nhện trong họ Salticidae.
Loài này thuộc chi Chira. Chira flavescens được Lodovico di Caporiacco miêu tả năm 1947.